# Lliga catalana de bàsquet masculina 1994-1995
Fou la 15a edició de la Lliga catalana de bàsquet.

## Primera ronda[1][2]
28 d'agost, Pavelló Poliesportiu del Garraf, Vilanova i la Geltrú
| Equip 1  | Marcador | Equip 2 |
| -------- | -------- | ------- |
| Cornellà | 63–60    | Andorra |
| Manresa  | 77–67    | Girona  |

## Semifinals
| Equip 1   | Marcador | Equip 2  |
| --------- | -------- | -------- |
| Barcelona | 87–51    | Cornellà |
| Joventut  | 68–65    | Manresa  |

| 3 setembre 1994 17:30 | FC Barcelona                                                                                    | '87'–51 | CB Cornellà                                                          | Palau d'Esports, Barcelona Assistència: 2.000 espectadors Àrbitres: Galeron, Quesada |
| 3 setembre 1994 17:30 | Resultat per meitats: 38-31, 49-20                                                              |         |                                                                      | Palau d'Esports, Barcelona Assistència: 2.000 espectadors Àrbitres: Galeron, Quesada |
| 3 setembre 1994 17:30 | Pts: Middleton 16 Rebs: Middleton, Andreu 6 Assist: Galilea 8 Rec: Galilea, Montero, Martínez 3 |         | Pts: Roure, Moraga 9 Rebs: Tamames 6 Assist: García 2 Rec: Alemany 3 | Palau d'Esports, Barcelona Assistència: 2.000 espectadors Àrbitres: Galeron, Quesada |

| 3 setembre 1994 19:30 | Club Joventut de Badalona                                                                    | '68'–65 | Bàsquet Manresa                                                        | Palau d'Esports, Barcelona Assistència: 2.000 espectadors Àrbitres: Pizarro, Martín |
| 3 setembre 1994 19:30 | Resultat per meitats: 36-38, 32-27                                                           |         |                                                                        | Palau d'Esports, Barcelona Assistència: 2.000 espectadors Àrbitres: Pizarro, Martín |
| 3 setembre 1994 19:30 | Pts: Villacampa 25 Rebs: Albert 9 Assist: T. Jofresa 4 Rec: T. Jofresa, R. Jofresa, Albert 2 |         | Pts: Peñarroya 23 Rebs: Townes, Kotnik 5 Assist: Creus 2 Rec: Singla 4 | Palau d'Esports, Barcelona Assistència: 2.000 espectadors Àrbitres: Pizarro, Martín |

## Final
| 4 setembre 1994 | Club Joventut de Badalona                                                    | '88'–72 | FC Barcelona                                                                 | Palau d'Esports, Barcelona Assistència: 3.000 espectadors Àrbitres: Amorós, Catalán |
| 4 setembre 1994 | Resultat per meitats: 44–40, 44–32                                           |         |                                                                              | Palau d'Esports, Barcelona Assistència: 3.000 espectadors Àrbitres: Amorós, Catalán |
| 4 setembre 1994 | Pts: Villacampa 31 Rebs: Smith 13 Assist: Smith 4 Rec: Villacampa, Morales 3 |         | Pts: Fisher 12 Rebs: Middleton 10 Assist: Galilea 4 Rec: Fisher, Middleton 3 | Palau d'Esports, Barcelona Assistència: 3.000 espectadors Àrbitres: Amorós, Catalán |

| Joventut |  | Barcelona |

| Cinc inicial:  | Cinc inicial: | Cinc inicial:        | P   | R   | A   |
| -------------- | ------------- | -------------------- | --- | --- | --- |
| B              | 5             | Rafael Jofresa       | 9   | 0   | 2   |
| A              | 8             | Jordi Villacampa     | 31  | 2   | 0   |
| A              | 15            | Mike Smith           | 14  | 13  | 4   |
| P              | 4             | Howard Wright        | 2   | 5   | 0   |
| P              | 14            | Alfonso Albert       | 2   | 2   | 0   |
| Suplents:      | Suplents:     | Suplents:            | P   | R   | A   |
| B              | 6             | Tomàs Jofresa        | 10  | 0   | 1   |
| E              | 9             | Joffre Lleal         | 0   | 0   | 0   |
| AP             | 10            | Keith Owens          | 15  | 3   | 0   |
| E              | 11            | Gregory Woodard      | 0   | 0   | 0   |
| P              | 12            | Juan Antonio Morales | 3   | 6   | 1   |
| A              | 13            | César Sanmartín      | 2   | 0   | 1   |
| AP             | 16            | Daniel García        | NVP | NVP | NVP |
| Entrenador:    |               |                      |     |     |     |
| Pedro Martínez |               |                      |     |     |     |

| Campió Lliga Catalana 1994           |
| ------------------------------------ |
| Club Joventut de Badalona Setè títol |

| Cinc inicial:       | Cinc inicial: | Cinc inicial:             | P  | R  | A |
| ------------------- | ------------- | ------------------------- | -- | -- | - |
| B                   | 5             | José Luis Galilea         | 8  | 0  | 4 |
| E                   | 9             | Xavier Fernández          | 7  | 0  | 1 |
| A                   | 6             | Roy Fisher                | 12 | 5  | 2 |
| AP                  | 7             | Darryl Middleton          | 10 | 10 | 1 |
| P                   | 14            | LeRoy Elis                | 2  | 1  | 0 |
| Suplents:           | Suplents:     | Suplents:                 | P  | R  | A |
| A                   | 4             | Andrés Jiménez            | 0  | 0  | 1 |
| P                   | 8             | Enrique Andreu            | 0  | 0  | 1 |
| B                   | 10            | José Antonio Montero      | 11 | 2  | 1 |
| B                   | 11            | Salvador Díez             | 2  | 1  | 1 |
| P                   | 13            | Ferran Martínez i Garriga | 9  | 5  | 1 |
| A                   | 15            | Epi                       | 11 | 0  | 0 |
| Entrenador:         |               |                           |    |    |   |
| Aíto García Reneses |               |                           |    |    |   |

| Cinc inicial:  | Cinc inicial: | Cinc inicial:        | P   | R   | A   |
| -------------- | ------------- | -------------------- | --- | --- | --- |
| B              | 5             | Rafael Jofresa       | 9   | 0   | 2   |
| A              | 8             | Jordi Villacampa     | 31  | 2   | 0   |
| A              | 15            | Mike Smith           | 14  | 13  | 4   |
| P              | 4             | Howard Wright        | 2   | 5   | 0   |
| P              | 14            | Alfonso Albert       | 2   | 2   | 0   |
| Suplents:      | Suplents:     | Suplents:            | P   | R   | A   |
| B              | 6             | Tomàs Jofresa        | 10  | 0   | 1   |
| E              | 9             | Joffre Lleal         | 0   | 0   | 0   |
| AP             | 10            | Keith Owens          | 15  | 3   | 0   |
| E              | 11            | Gregory Woodard      | 0   | 0   | 0   |
| P              | 12            | Juan Antonio Morales | 3   | 6   | 1   |
| A              | 13            | César Sanmartín      | 2   | 0   | 1   |
| AP             | 16            | Daniel García        | NVP | NVP | NVP |
| Entrenador:    |               |                      |     |     |     |
| Pedro Martínez |               |                      |     |     |     |

| Campió Lliga Catalana 1994           |
| ------------------------------------ |
| Club Joventut de Badalona Setè títol |

| Cinc inicial:       | Cinc inicial: | Cinc inicial:             | P  | R  | A |
| ------------------- | ------------- | ------------------------- | -- | -- | - |
| B                   | 5             | José Luis Galilea         | 8  | 0  | 4 |
| E                   | 9             | Xavier Fernández          | 7  | 0  | 1 |
| A                   | 6             | Roy Fisher                | 12 | 5  | 2 |
| AP                  | 7             | Darryl Middleton          | 10 | 10 | 1 |
| P                   | 14            | LeRoy Elis                | 2  | 1  | 0 |
| Suplents:           | Suplents:     | Suplents:                 | P  | R  | A |
| A                   | 4             | Andrés Jiménez            | 0  | 0  | 1 |
| P                   | 8             | Enrique Andreu            | 0  | 0  | 1 |
| B                   | 10            | José Antonio Montero      | 11 | 2  | 1 |
| B                   | 11            | Salvador Díez             | 2  | 1  | 1 |
| P                   | 13            | Ferran Martínez i Garriga | 9  | 5  | 1 |
| A                   | 15            | Epi                       | 11 | 0  | 0 |
| Entrenador:         |               |                           |    |    |   |
| Aíto García Reneses |               |                           |    |    |   |